# 피터르 디르크스존 케이서르
피터르 디르크스존 케이서르(네덜란드어: Pieter Dirkszoon Keyser, 1540년경 ~ 1596년 9월 11일)는 남쪽 하늘을 그려낸 네덜란드의 항해사이다.

## 탐험 및 별 관측
케이서르의 삶에 대해서는 천문 관측과 동인도 제국 탐험 외에는 알려진 것이 많지 않다. 케이서르는 1595년 4월 2일 코르넬리스 더하우트만이 이끄는 4척의 배로 텍셀을 출발, 동인도 제국을 향한 네덜란드의 첫 항해에서 수석 항해사 겸 키잡이 조장으로 참여하였다. 그는 지도 제작자 페트뤼스 플란시우스로부터 수학과 천문학을 배웠다. 네덜란드의 동인도 제국 탐험의 주요 기획자였던 플란시우스는 케이서르에 당시에는 대체적으로 그려지지 않았던 남쪽 하늘의 지도를 제작하도록 지시하였다.

## 기념물
소행성 '(10655) Pietkeyser'는 케이서르를 기념하여 이름이 붙여졌다.

## 같이 보기
- 프레데릭 더하우트만
- 코르넬리스 더하우트만